# Rifugio Fiorasca
Die Rifugio Fiorasca (deutsch: Fiorascahütte) ist eine Selbstversorgerhütte in der Gemeinde Fontana im Valle di Larèchia, einem Seitental des Bavonatales in den Tessiner Alpen. Sie gehört der Società Alpinistica Valmaggese (SAV), die Teil des Tessiner Dachverbandes Federazione Alpinistica Ticinese (FAT) ist. 

## Beschreibung
Die Hütte liegt auf 2086 m ü. M. in einem Seitental des Val Bavona. Sie besteht aus fünf kleinen Gebäuden der Alp Fiorasca, die 2003 von den SAV-Mitgliedern Romildo und Vittorio Dalessi gespendet und von 2004 bis 2006 restauriert wurden. 
In einem der Gebäude ist eine Küche mit fliessendem Wasser und ein Gas- und Holzherd untergebracht. Kochgeschirr sowie Grundnahrungsmittel stehen zur Verfügung. Eine zweite Hütte verfügt über 10 Betten mit Bettdecken. Ein drittes Gebäude kann für kurze Zeit an Familien und kleine Gruppen vermietet werden. Ein viertes Gebäude ist mit Duschen und Toiletten eingerichtet. Ein fünftes Gebäude wird als Museum mit Gegenständen und Werkzeugen des Lebens auf der Alpe genutzt. Im Aussenbereich hat es Tische und ein Brunnen.

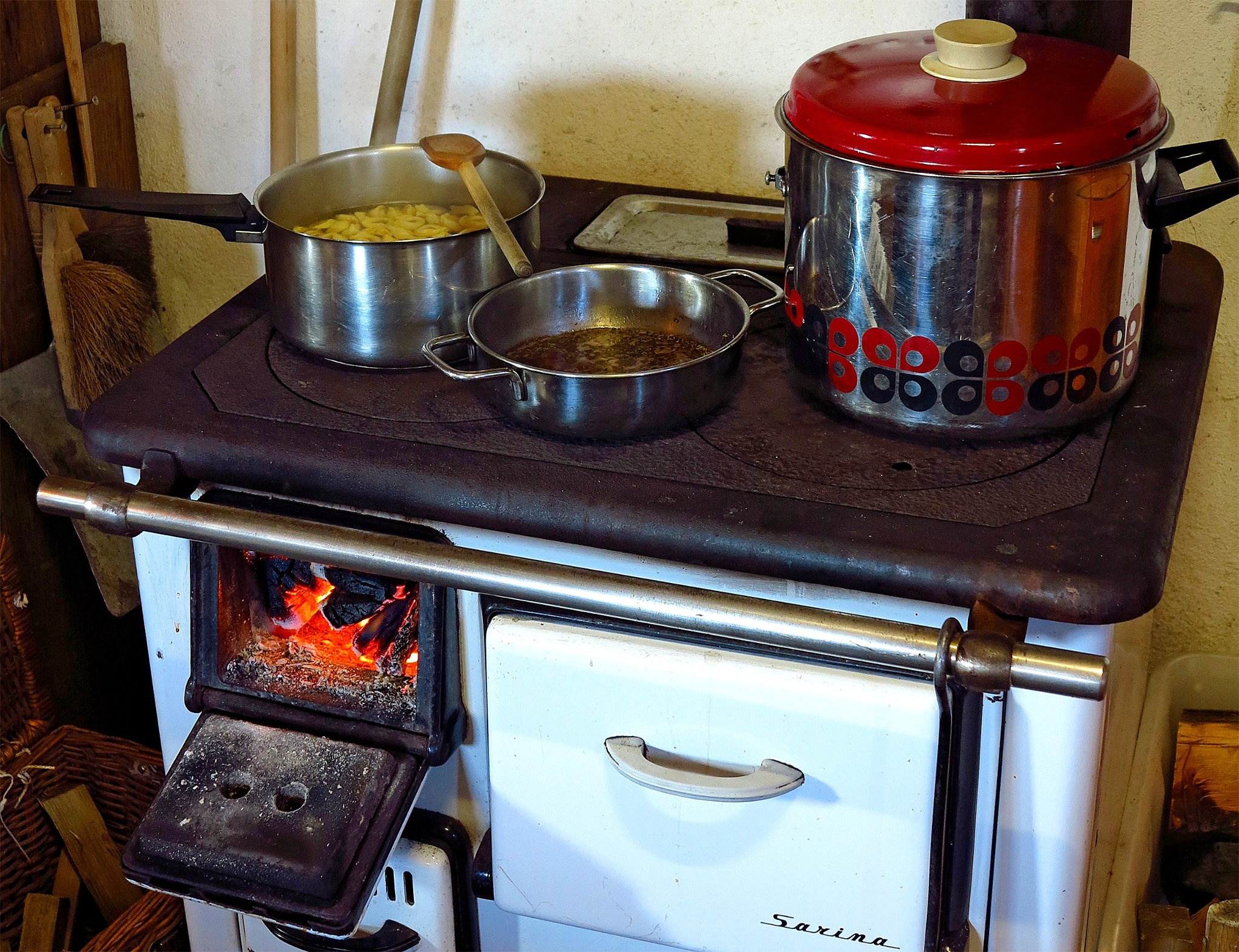
Küche mit Holzherd

Die Hütte liegt an der Etappe R90 der Via Alpina, die von Prato-Sornico (745 m ü. M.) über die Bocchetta di Fiorasca (2289 m ü. M.) nach Fontana (Val Bovana) (623 m ü. M.) führt. 

## Zustieg
- Von der Alpe Brünesc (1427 m ü. M.) im Val Lavizzara kann die Hütte in 3 Stunden Gehzeit über die Bocchetta di Fiorasca erreicht werden (Schwierigkeitsgrad T3). Eine Strasse führt von Broglio zur Alpe Brünesc.
- Von Fontana (600 m ü. M.) im Val Bavona in 5 Stunden (T3). Fontana ist im Sommer mit öffentlichen Verkehrsmitteln erreichbar.

## Aufstiege
- Pizzo Brünesc (2429 m ü. M.)
- Pizzo Rosso (2498 m ü. M.)
- Pizzo Malora (2639 m ü. M.)

## Nachbarhütte
- Capanna Basodino